# Fernanda Benvenutty
Fernanda Benvenutty (Remígio, 9 de fevereiro de 1962 — João Pessoa, 2 de fevereiro de 2020) foi uma técnica de enfermagem e militante transexual brasileira dos direitos humanos LGBT. Foi presidente-fundadora da Associação das Travestis da Paraíba (Astrapa) e vice-presidente da Articulação Nacional de Travestis e Transexuais (Antra).
Em três eleições gerais no Brasil tentou se eleger politicamente para vereadora e deputada estadual pela Paraíba, não conseguindo contudo número suficiente de votos.

## Carreira

### Formação e atuação profissional
Com ensino médio completo, Fernanda exercia há mais de duas décadas o cargo de técnica em enfermagem, além de também ter sido funcionária pública no cargo de parteira na Maternidade Cândida Vargas e ter tido a mesma profissão no Hospital Psiquiátrico Juliano Moreira, em João Pessoa.

### Militância LGBT
Paralelamente à carreira de enfermeira, Benvenutty teve um marcante histórico de militância pelos direitos dos transexuais e transgêneros em João Pessoa. Em abril de 2005, ela, com uma comissão de militantes do movimento LGBT brasileiro, discursou na Câmara dos Deputados em Brasília, junto à Comissão de Direitos Humanos e Minorias, para reivindicar verbas para programas de combate à homofobia.
A Primeira Conferência Nacional LGBT, ocorrida em Brasília em junho de 2007, com expectativas de ser uma entediante cerimônia de correção por parte do governo, mostra-se um evento alegre, coletivo e cheio de esperança, excitação e alegria, segundo relatado pela mídia. Na ocasião, Fernanda põe um boné com a bandeira arco-íris sobre a cabeça do presidente Lula, que não se opôs mas mostrou algum desconforto em usá-lo, tirando-o alguns minutos depois.
Em 23 de novembro de 2011 por ocasião do seminário «Escola sem Homofobia» na Câmara dos Deputados, Fernanda Benvenutty proferiu em discurso:
O primeiro preconceito que sofremos, de fato, não estou dizendo que é cem por cento, mas na maioria dos casos do LGBTs, é dentro de casa, na família. Quando chegam em casa não encontram esse respaldo. É muito doloroso a escola te afastar do que você quer, meus sonhos ficaram pelo caminho. Meu pai idealizou um menino médico, e eu me idealizei uma doutora. Só cheguei a ser técnica de enfermagem e já agradeço muito, com tanta homofobia que houve na escola. Precisamos entender essas coisas para que as pessoas que estão aqui não pensem em combater a homofobia de cima para baixo. Para chegar à universidade, passamos por outros níveis e é neles em que a homofobia é mais latente. Na universidade existem pessoas pensadoras, que supostamente entendem que a universidade é o lugar da libertação, é o campo onde você vai poder assumir sua identidade de gênero, sua orientação sexual sem sofrer homofobia. (...) Na universidade você já é adulto, já pode se defender e reagir a um ato de homofobia, chamando os movimentos sociais para debater e para fazer ‘beijaço’, ‘panelaço’, ‘gritaço’ nas portas daquelas universidades e reivindicar que ela não tenha mais homofobia. (...) O nome social de travesti não se refere apenas ao nome de mulher pelo qual queremos ser chamadas. Nós queremos ser respeitadas na nossa identidade de gênero (...)  Temos de entender que a escola é o lugar da transformação social. Se nós não conseguimos transformar através da escola, vamos transformar por onde?
Em 2009, o governo federal brasileiro divulgou o decreto que criou a Coordenação Nacional LGBT, a qual visa cuidar da demanda das políticas públicas voltadas à comunidade gay. Na ocasião Fernanda foi um dos três nomes cotados para assumir o posto de coordenador da nova pasta política, já que possui experiência com políticas públicas, com foco em gestão social, assim como conhecimento da causa LGBT.

### Candidatura política
Pelo Partido dos Trabalhadores (PT), Fernanda tentou se eleger politicamente três vezes: nas Eleições no Brasil de 2004 e de 2008 e candidatou-se a vereadora e em 2010 a deputada estadual. Nas primeiras obteve número pouco expressivo de votos (menos de mil e quinhentos). Nas eleições de 2010 obteve sua mais expressiva votação, 2.782 votos para deputada estadual, o que não foi entretanto suficiente para assumir uma cadeira na câmara estadual.
Sobre a avaliação de sua primeira tentativa, a militante declarou em entrevista em 2011:
Não queria fazer uma campanha estereotipada, queria fazer uma campanha normal como qualquer outra pessoa porque o diferente era eu ser travesti. Foi uma candidatura difícil, a gente sabia, mas teve uma boa aceitação. Quem apoiava era o deputado Luiz Couto dentro do partido Teve pessoas que apoiaram, mas não queriam aparecer. A campanha foi de um grupo muito pequeno. Não tinha grana.(...) O movimento [LGBT] não estava dentro da campanha. Minha avaliação é que 80% dos votos que eu tive não foram dos homossexuais, mas de heterossexuais, Fiquei triste por esse lado depois eu me conformei. Tive mais manifestações públicas de carinho dos héteros.
Sobre a possibilidade de voltar a pleitear a um cargo eletivo, a militante afirmou em entrevista em 2011 que não havia desistido «desse sonho».

## Vida pessoal
Nascida em Remígio, Microrregião do Curimataú Ocidental, no início da década de 1960, ainda na infância Fernanda Benvenutty se deu conta de sua transexualidade. Aos 14, fugiu de casa em um circo, no qual foi artista (palhaça, trapezista, apresentadora de espetáculos e atriz teatral). Apesar de ter saído de casa na adolescência, e ter entrado em sérios conflitos com sua família, não perdeu o vínculo com seus parentes. Em novembro de 2004 co-fundou a agremiação carnavalesca «Império do Samba».
No folder de sua campanha política de 2010 podia-se ler:
Fernanda foi uma das primeiras travestis na Paraíba a concluir os estudos e se tornar uma referência para a família, amigos e para militantes de movimentos sociais, dentro e fora do estado. Divide-se, hoje, juntamente com sua mãe idosa em educar um casal de filhos adotivos e defender direitos e liberdades em vários segmentos sociais LGBT, mulheres, negros, cultura, juventude, pessoas com deficiência, idosos e indígenas.
Solteira, Benvenutty era mãe de três filhos adotivos. A militante morreu no dia 2 de fevereiro de 2020 em virtude de complicações advindas de um câncer no estômago.